# Ingvar Engdahl
Ernst Ingvar Harald Engdahl, född 1928 i Lund, död 1992, var en svensk konsthantverkare och inredningsarkitekt. Han var gift med konstnären Solveig Engdahl.
Engdahl studerade vid Skånska målarskolan i Malmö och vid Slöjdföreningens skola i Göteborg. Han medverkade i Skånes konstförenings årliga jurybedömda utställningar vid nio tillfällen och han vann en stor tävling i Stockholm med en utsmyckning till kvarter Ormen Långe. Bland hans offentliga arbeten märks mosaikarbeten på fasader. Engdahl är representerad vid Helsingborgs museum.